# ماراثون ليماسول

شعار مارثون ليماسول

ماراثون ليماسول هو جزء من سلسلة سباق الذي يقام سنويا في ليماسول، قبرص. وأنطلق لأول مرة في عام 2006، وعقد الماراثون لدورته التاسعة يوم 29 مارس من هذا العام 2015. ويشارك في المارثون من كل انحاء العالم، حيث هنالك سباق نصف مارثون وسباق للصحة بمسافة 10كم وسباق الشركات بطول 5كم وسباق للأطفال للترفيه بمسافة 1كم.
تبدأ دورة المارثون من مركز المدينة ويتبع ساحل البحر الأبيض المتوسط على طول شاطئ البحر، ثم إلى أنقاض المدينة القديمة من أماثوس والعودة إلى مركز المدينة مرة أخرى وتبلغ مسافة هذه الدورة من المارثون 42,195 كيلومترا. 26.2188 ميل.

## وصلات خارجية
- Official Website